# Ligeia
„Ligeia” este o povestire timpurie a scriitorului american Edgar Allan Poe, care a fost publicată pentru prima dată în 1838. Povestirea se referă la un narator nenumit și la soția sa Ligeia, o femeie frumoasă și inteligentă cu părul de culoarea penei corbului. Ea se îmbolnăvește, compune poezia „Viermele biruitor” și rostește citate atribuite lui Joseph Glanvill (care sugerează că viața este durabilă doar printr-o voință puternică) cu puțin timp înainte de a muri. După moartea ei, naratorul se recăsătorește cu Lady Rowena, care se îmbolnăvește curând și moare. Înnebunit de durere, el rămâne peste noapte lângă trupul soției și privește cum Rowena se întoarce încet din morți, transformându-se în Ligeia. Povestea poate fi o halucinație a naratorului, indusă de opiu, și nu există o dezbatere dacă povestirea era o satiră. După prima publicare a povestirii în revista The American Museum of Science, Literature and the Arts din Baltimore, ea a fost revizuită substanțial și republicată pe tot parcursul vieții lui Poe.

## Rezumat
Naratorul nedenumit descrie calitățile Ligeii, o femeie frumoasă, pasională și inteligentă, cu părul ca pana corbului și ochii închiși la culoare, despre care crede că a întâlnit-o „într-un oraș mare, plin de ruine, de lângă Rin”. El nu este în măsură să-și aducă aminte nimic despre trecutul Ligeii, nici măcar numele ei de familie, dar își amintește frumoasa ei înfățișare. Frumusețea ei, cu toate acestea, nu este una obișnuită. Naratorul o descrie ca fiind înaltă și subțirică, cu unele „ciudățenii”. El îi prezintă fața în detaliu, de la fruntea ei „fără cusur” până la ochii ei cu „sfere divine”. Cei doi se căsătoresc, iar Ligeia își impresionează soțul cu imensele sale cunoștințe de fizică și matematică și cu competența sa în limbile clasice. Ea începe să-i arate soțului cunoștințele sale de metafizică și de înțelepciune „interzisă”.
După o perioadă nespecificată de timp Ligeia se îmbolnăvește, face eforturi mari de a învinge boala și în cele din urmă moare. Naratorul, înnebunit de durere, cumpără și recondiționează o abație în Anglia. El se căsătorește curând, fără a fi îndrăgostit, cu „Lady Rowena Trevanion, de Tremaine, cu părul blond și ochii albaștri”.
În a doua lună a căsătoriei, Rowena începe să sufere de febră agravantă și de anxietate. Într-o noapte, când femeia era pe cale să leșine, naratorul îi aduce o cupă de vin. Drogat cu opiu, el vede (sau crede că vede) picături dintr-„un lichid strălucitor și rubiniu” căzând în pahar. Starea femeii se agravează rapid și ea moare câteva zile mai târziu, iar trupul ei este înfășurat în giulgiu pentru înmormântare.
Pe când naratorul priveghea peste noapte, el observă o revenire scurtă a culorii în obrajii Rowenei. Ea prezintă în mod repetat semne de revitalizare, înainte de a recădea în moarte aparentă. Pe măsură ce încearcă să o resusciteze, revitalizările ei devin treptat mai puternice, dar recăderile mai abrupte. În apropierea zorilor, în timp ce naratorul stă epuizat emoțional ca urmare a luptelor petrecute în timpul nopții, trupul înfășurat în giulgiu reînvie încă o dată, se ridică din pat și se îndreaptă, clătinându-se, spre mijlocul încăperii. Când el se îndreaptă să o atingă, ea se ferește, iar giulgiul care-i înfășura capul cade pentru a dezvălui un păr de culoarea penei corbului și ochi negri: Rowena s-a transformat în Ligeia.

## Istoricul publicării
„Ligeia” a fost publicată pentru prima dată în numărul din 18 septembrie 1838 a The American Museum of Science, Literature and the Arts, o revistă editată la Baltimore de doi dintre prietenii lui Poe, dr. Nathan C. Brooks și dr. Joseph E. Snodgrass. Revista i-a plătit lui Poe 10 dolari pentru „Ligeia”.
Povestirea a fost extensiv revizuită în anii următori de după prima sa publicare. A fost retipărită în Tales of the Grotesque and Arabesque (1840), volumul I al Phantasy Pieces (1842) și Tales by Edgar Allan Poe (1845), precum și în periodicele New York World (15 februarie 1845) și Broadway Journal (27 septembrie 1845). Poemul „Viermele biruitor” a fost încorporat pentru prima dată în text (ca un poem compus de Ligeia) în versiunea publicată în New York World.
Prima traducere în limba română a fost realizată de Ion Achimescu și publicată în revista Adevărul ilustrat, anul III, 1897, nr. 15-19, fiind reeditată în volumul Nuvele alese, tipărit de Tipografia Dor. P. Cucu, 1912, pp. 28-52. Povestirea a fost tradusă apoi de Barbu Constantinescu (inclusă în volumul Nuvele extraordinare, editat în 1910 de Edit. Librăriei Socec & Co. din București, în Biblioteca Populară Socec, nr. 101-103, pp. 236-238) și de Mihu Dragomir și Constantin Vonghizas (inclusă în vol. Scrieri alese, editat în 1969 de Editura pentru Literatură Universală din București și reeditat ulterior și de alte edituri). O altă traducere a fost realizată de Liviu Cotrău și publicată în volumul Masca Morții Roșii: schițe, nuvele, povestiri (1831-1842), editat în 2012 de Editura Polirom din Iași.

## Analiză

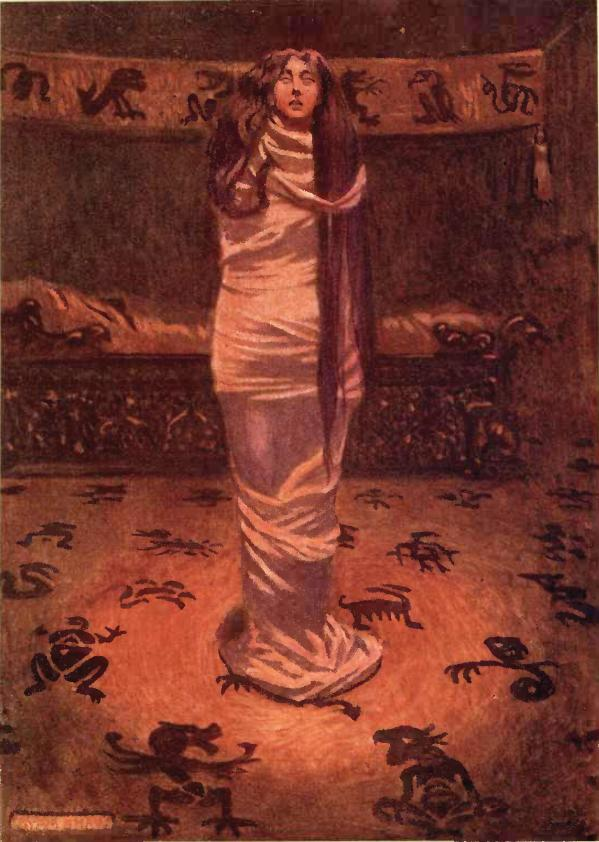
Ilustraţie de Byam Shaw, circa 1909

Naratorul afirmă despre Ligeia că îl conducea ca pe un copil care privea la ea cu încredere. La moartea ei, el este „un copil bâjbâind în întuneric” cu o „perversitate de copil”. S-a sugerat că, în ciuda acestei dependențe de ea, naratorul are o dorință simultană de a o uita (făcându-l poate să fie în imposibilitatea de a o iubi pe Rowena). Aceasta dorință de a uita este exemplificată în incapacitatea sa de a-i ști numele de familie al Ligeii. În povestire se spune, totuși, că naratorul nu a cunoscut niciodată numele ei de familie.
Naratorul afirmă că Ligeia este extrem de inteligentă, „cum niciodată n-am mai văzut la vreo femeie”. Cel mai important, ea i-a servit naratorului ca profesor în „anchetă metafizică”, mergând mai departe spre „înțelepciunea divină prea prețioasă pentru a nu fi interzisă!” Deci, cunoștințele ei de misticism, combinate cu o dorință intensă de viață poate fi dus la revigorarea ei. Epigraful de deschidere, care este repetat în cuprinsul povestirii, este atribuit lui Joseph Glanvill, deși acest citat nu a fost găsit în opera lui Glanvill. Este posibil ca Poe să fi inventat citatul și i-a atașat numele lui Glanvill în scopul de a-l asocia cu credința lui Glanvill în vrăjitorie.
Ligeia și Rowena servesc ca opusuri estetice: Ligeia este o femeie cu părul ca pana corbului dintr-un oraș de pe malul Rinului, în timp ce Rowena (numită probabil după personajul din Ivanhoe) este o anglo-saxonă blondă. Această opoziție simbolică presupune contrastul între romantismul german și englez.
Ceea ce a încercat Poe să spună în scena metamorfozei a fost dezbătut, alimentat în parte de una din scrisorile personale ale lui Poe în care acesta contestă faptul că a fost Ligeia a renăscut în corpul Rowenei (o declarație pe care el a retractat-o mai târziu). Dacă Rowena s-ar fi transformat de fapt în moarta Ligeia, acesta este evidențiată doar în cuvintele naratorului, punând la îndoială validitatea sa. Naratorul s-a afirmat deja ca un dependent de opiu, făcându-l un narator nesigur. De fapt, e poate grăitor faptul că naratorul descrie la începutul povestirii frumusețea Ligeii ca „strălucirea unui vis de opiu”. El povestește că „în ațâțarea viselor de opiu, o strigam pe nume cu glas tare, în liniștea nopții... de parcă... aș fi putut s-o mai aduc din nou pe cărările părăsite... ale acestui pământ”. Acest lucru poate fi interpretat ca o dovadă că întoarcerea Ligeii nu a fost nimic mai mult decât o halucinație indusă de consumul de droguri.
Dacă revenirea Ligeii din moarte este literală, cu toate acestea, ea pare să provină din afirmația ei că o persoană moare numai ca urmare a unei voințe slabe. Acest lucru presupune, apoi, că o voință puternică va putea să țină pe cineva în viață. Nu este clar, totuși, dacă voința Ligeii sau a soțului ei este cea care o aduce pe Ligeia înapoi dintre morți.
Poemul din povestire, „Viermele biruitor”, de asemenea, pune la îndoială învierea presupusă a Ligeii în povestire. Poemul arată în esență o admitere a inevitabilei sale mortalități. De asemenea, includerea poemului amar ar fi fost menită să fie o ironie sau o parodie a convenției de la timpul scrierii sale atât în literatură, cât și în viața reală. La mijlocul secolului al XIX-lea era ceva obișnuit să se sublinieze sacralitatea morții și frumusețea de a muri (vezi personajul Micul Johnny din Our Mutual Friend de Charles Dickens și moartea lui Helen Burns în Jane Eyre de Charlotte Brontë). În schimb, Ligeia vorbește despre teamă personificată în „ceva roș-sânge”. Alte interpretări au fost de asemenea sugerate.
Philip Pendleton Cooke, scriitor și prieten al lui Poe, a sugerat că povestirea ar fi fost mult mai artistică dacă posedarea Rowenei de către Ligeia ar fi fost mai graduală; Poe a fost de acord mai târziu, deși el folosise deja o posedare mai lentă în „Morella”. Poe a scris că ar fi trebuit ca Rowena posedată de Ligeia să recadă la sinele său adevărat, astfel încât ea ar putea fi înmormântată ca Rowena, „modificările corporale stingându-se în mod treptat”. Cu toate acestea, el a retractat această declarație într-o scrisoare ulterioară. 

### Ca satiră
Ar fi existat anumite dezbateri dacă Poe ar fi intenționat ca „Ligeia” să fie o satiră a ficțiunii gotice. În anul în care a fost publicată „Ligeia”, Poe a publicat doar alte două lucrări de proză: „Siope—A Fable” and „The Psyche Zenobia, ambele satire în stil gotic. Documentele justificative pentru această teorie includ aserțiunea că Ligeia este din Germania, o sursă principală de ficțiune gotică în secolul al XIX-lea, și că descrierea de multe detalii nu spune nimic, mai ales în descrierea ochilor ei. Naratorul descrie „expresia” lor, ceea ce recunoaște că este un „cuvânt fără niciun sens”. Povestirea sugerează, de asemenea, că Ligeia este o transcendentalistă, un grup de oameni pe care Poe l-a criticat adesea.

### Teme majore
- Moartea unei femei frumoase (vezi și: „Berenice”, „Prăbușirea Casei Usher”, „Morella”)
- Învierea (vezi și: „Prăbușirea Casei Usher”, „Morella”, „Metzengerstein”)
- Abuzul de droguri (vezi și: „Pisica neagră”, „Hopa-Hop”)

## Recepție critică
Charles Eames de la The New World a comentat: „Forța și îndrăzneala de concepție și înaltul nivel artistic, cu care este scos în evidență scopul scriitorului, sunt la fel de admirabile”. Thomas Dunn English, scriind în Aristidean din octombrie 1845, a spus că „Ligeia” era „cea mai extraordinară, de acest gen, dintre realizările sale”.
Criticul și dramaturgul irlandez George Bernard Shaw a spus: „Povestea lui Lady Ligeia nu este doar una dintre minunile literaturii: ea este de neegalat și de neabordat”.
Profesoara Zoe Dumitrescu-Bușulenga a scris că „Ligeia” are la bază „motivul metempsihozei, al reîncarnărilor unui suflet în variate învelișuri în vieți succesive”, ea nefiind „decât o altă modalitate de prelungire a vieții individului în timp, o liberă mișcare înainte și înapoi pe dimensiunile timpului”.

## Adaptări teatrale, cinematografice și de televiziune
Roger Corman a adaptat povestirea în filmul The Tomb of Ligeia din 1964. Acesta a fost ultimul din cele opt adaptări cinematografice realizate de Corman după operele lui Edgar Allan Poe.
Tema morții și învierii unei femei iubite din Ligeia a fost dezvoltată ulterior de Alfred Hitchcock în Vertigo.
Povestirea a fost adaptată recent a fost adaptat într-un film independent din 2008 cunoscut inițial sub titlul Edgar Allan Poe's Ligeia, dar redenumit ulterior ca The Tomb, de scriitorul John Shirley. Rolurile principale din film sunt interpretate de Wes Bentley, Michael Madsen și Eric Roberts.